# إيفيتسا شورياك
إيفيكا سورياك من مواليد 23 مارس 1953 في سبليت، كرواتيا. لاعب كرة قدم يوغسلافي سابق، لعب مع منتخب يوغسلافيا لكرة القدم وشارك في كأس العالم عام 1974.

## مسيرته الكروية
لعب إيفيتسا شورياك خلال مسيرته الاحترافية مع 4 أندية في أربعة عشر موسمًا وسجل خلالها 69 هدفًا ضمن 356 مباراة. حيث فاز في ستة مواسم بالكأس وفي ثلاثة مواسم بالدوري.
خاض إيفيتسا شورياك مسيرته مع نادي هايدوك سبليت في موسم 1971–72 ليلعب معه عشرة مواسم، مشاركًا في 272 مباراة سجل خلالها 52 هدفًا. ثم انتقل إلى نادي باريس سان جيرمان في موسم 1981–82 لمدة موسم واحد، حيث شارك في 33 مباراة سجل خلالها 11 هدفًا. لينتقل بعدها إلى نادي أودينيزي في موسم 1982–83 ولمدة موسمين، مشاركًا في 29 مباراة سجل خلالها هدفين. ثم انتقل إلى نادي ريال سرقسطة في موسم 1984–85 لمدة موسم واحد، مشاركًا في 22 مباراة سجل خلالها 4 أهداف.

## روابط خارجية
- إيفيتسا شورياك على موقع الاتحاد الدولي (مؤرشف)  (الإنجليزية)
- إيفيتسا شورياك على موقع الاتحاد الأوربي (الإنجليزية)
- إيفيتسا شورياك على موقع قاعدة بيانات كرة القدم.إي يو (الإنجليزية)
- إيفيتسا شورياك على موقع ليكيب (الفرنسية)
- إيفيتسا شورياك على موقع ناشيونال فوتبول تيمز (الإنجليزية)